# Semiotellus punctifrons
Semiotellus punctifrons är en stekelart som först beskrevs av Christian Gottfried Daniel Nees von Esenbeck 1834.  Semiotellus punctifrons ingår i släktet Semiotellus och familjen puppglanssteklar. Inga underarter finns listade i Catalogue of Life.